# Erövraren (film)
Erövraren (originaltitel och svensk dvd-titel: The Conqueror) är en amerikansk långfilm från 1956 i regi av Dick Powell. John Wayne spelar huvudrollen som mongolhärskaren Djingis khan.
Filmen spelades in nära St. George i Utah, en plats vald av Powell för sina likheter med den centralasiatiska stäppen. Inspelningar pågick där juni-augusti 1954. Året dessförinnan hade USA genomfört 11 kärnvapenprov vid Nevada Test Site, 220 km från inspelningsplatsen. Detta har satts i samband med ett ovanligt högt antal cancerfall bland dem som närvarade vid inspelningarna. Enligt en sammanställning i tidskriften People 1980 hade då 91 av 220 medverkande diagnostiserats med cancer och 46 av dessa hade avlidit till följd av sjukdomen.

## Medverkande
| John Wayne       | – Temüdjin, senare Djingis khan |
| Susan Hayward    | – Byrte                         |
| Pedro Armendáriz | – Jamuga                        |
| Agnes Moorehead  | – Hunlun                        |
| Thomas Gomez     | – Wang khan                     |
| John Hoyt        | – Shaman                        |
| William Conrad   | – Kasar                         |
| Ted de Corsia    | – Kumlek                        |
| Leslie Bradley   | – Targutai                      |
| Lee Van Cleef    | – Chepei                        |
| Peter Mamakos    | – Bogurchi                      |
| Leo Gordon       | – Tartarkapten                  |
| Richard Loo      | – Kapten i Wangs här            |